# Carolina Won-Held
Carolina Azedo Won-Held de Freitas(Nova Iguaçu, 17 de janeiro de 1992) é uma voleibolista indoor e jogadora de voleibol de praia brasileira, nas quadras atuando na posição de oposto e  ponteira, com marca de alcance de 298 cm no ataque e 278 cm no bloqueio, e servindo as categorias de base da Seleção Brasileira, conquistou a medalha de ouro no Campeonato Sul-Americano Infantojuvenil de 2008 no Peru e o título também obtido nesta categoria no Campeonato Mundial de 2009 na Tailândia; já na categoria juvenil sagrou-se campeã sul-americana no ano de 2010 na Colômbia e a medalha de prata no Campeonato Mundial de 2011 no Peru.

## Carreira
O início de sua carreira no voleibol ocorreu na escolinha de vôlei de praia nas areias de Ipanema, depois atuou pelo Botafogo/RJ. Na sequência ingressou nas categorias de base do Fluminense F.C., onde permaneceu de 2004 a 2005.
Representou a seleção carioca  e sagrou-se bicampeã do Campeonato Brasileiro de Seleções Estaduais, categoria Infantojuvenil, divisão especial, nos anos de 2006 e 2007,  realizados em Barcarena e Guaratuba, respectivamente.
Ainda no ano de 2006 formou dupla com Keila Germoglio para disputar a edição do Campeonato Mundial de Vôlei de Praia Sub-19, sediado em Bermudas alcançando a nona posição, voltou atuar no Fluminense F.C. na temporada 2007-08.
No ano de 2008 estreou nas categorias de base da seleção brasileira e participou da conquista da medalha de ouro no Campeonato Sul-Americano Infantojuvenil, sediado em Lima.
Foi contratada pelo Rexona/Ades, time comandado pelo técnico Bernardo Rezende  e  sagrou-se- campeã do Campeonato Carioca em 2008, obteve o bronze na Copa Brasil de 2008 na cidade de Curitiba e conquistou o título da Superliga Brasileira A 2008-09.
Recebeu nova convocação para o selecionado brasileiro por parte do técnico Luizomar de Moura e disputou a edição do Campeonato Mundial Infantojuvenil de 2009, sediado em Nakhon Ratchasima, Tailândia, quando vestiu a camisa #6 e conquistou a medalha de ouro, mal festejou o êxito nesta categoria de base, na sequencia integrou o elenco juvenil da seleção brasileira em preparação para disputar o Campeonato Mundial Juvenil de 2009 nas cidades mexicanas de Tijuana e Mexicali, mas não esteve no elenco que de fato disputou o referido torneio.
Em 2010 serviu a seleção brasileira de novas na edição da Copa Pan-Americana de 2010, registrando um total de 15 pontos, e vestindo a camisa #7 finalizando na oitava posição. No mesmo ano foi convocada pelo técnico Luizomar de Moura para disputar a edição do Campeonato Sul-Americano Juvenil na cidade colombiana de Envigado, e conquistou a medalha de ouro.
Permaneceu no Unilever/RJ e jogou com elenco principal na jornada 2010-11, quando obteve o ouro no Campeonato Carioca de 2010, e vestindo a camisa#17 conquistou o título na correspondente Superliga Brasileira A.
E no ano seguinte recebeu convocação para seleção brasileira para disputar a edição do Campeonato Mundial Juvenil de 2011, sediado nas cidades peruanas de Lima e Trujillo, vestindo a camisa#6 na conquista da medalha de prata.
Transferiu-se para o  Usiminas/Minas e disputou as competições da temporada 2011-12 e conquistou o bronze no Campeonato Mineiro de 2011 e finalizou na quarta colocação na correspondente Superliga Brasileira A.
Sofreu uma grave lesão no joelho quase no ano de 2012 e quase abandonou a carreira em definitivo.
Em 2013 esteve inscrita pelo GR Barueri. No início da temporada de 2014 cogitou abandonar a carreira de voleibolista, mas apostou no vôlei de praia então formando dupla com Fabrine Conceição disputou a segunda etapa do Circuito Brasileiro de Vôlei e Praia Challenger de 2014 realizada em Ribeirão Preto, quando finalizaram na vigésima quinta posição, já terceira etapa competiu ao lado de Elize Maia em Rondonópolis e obteve seu primeiro título no referido circuito e finalizou na décima terceira posição na etapa de Campo Grande ao lado de Thatiana Soares.
Disputou ao lado de Maria Clara as etapas do Circuito Brasileiro de Vôlei de Praia Sub-23 de 2014, finalizaram na nona posição na etapa de Ribeirão Preto, sétimo lugar na etapa de Rondonópolis, quinta posição na etapa de Campo Grande, conquistaram o vice-campeonato na etapa do Rio de Janeiro e com a Ana Patrícia Ramos alcançou o bronze na etapa de Brasília.
Formou dupla com Rafaela Fares no Circuito Brasileiro de Vôlei de Praia Nacional de 2014-15, quando alcançou o quinto posto, além do décimo terceiro lugar na etapa do Rio de Janeiro, quinta posição na etapa de Campinas, quarta posição na etapa de São José, quinta colocação na primeira etapa de Brasília e também na seguinte, alcançou o bronze na etapa de João Pessoa  e conquistaram o vice-campeonato na etapa de Campinas.
Carol também disputou os Abertos do Rio de Janeiro, etapa válida pelo Circuito Mundial de Vôlei de Praia de 2015, ocasião que jogou ao lado de Roberta Glatt finalizando na vigésima quinta colocação. Ao lado da cabo-friense Thaís Rodrigues e juntas conquistara de forma invicta o título dos Jogos Regionais de São Paulo de 2015 e com esta atleta disputou o Circuito Brasileiro de Vôlei de Praia Open 2015-16.
Retornou as quadras pelo Fluminense FC e disputou o Campeonato Carioca de 2015, quando alcançou o vice-campeonato, passou a cursar a Faculdade de Direito com previsão de conclusão em meados de 2018.
Ao lado de Vivian Cunha disputou a etapa de Fortaleza pelo Circuito Brasileiro de Vôlei de Praia Nacional 2015-16, quando finalizaram na quinta posição, depois jogou com Rachel Nunes na etapa de João Pessoa pelo Circuito Brasileiro de Vôlei de Praia Challenger de 2016, nona posição na etapa de Jaboatão dos Guararapes, quinta posição na etapa de Aracaju e na etapa de Cabo Frio, nesta atuou com Amanda Maltez.
Pelo Circuito Brasileiro de Vôlei de Praia Open 2016-17 passou a jogar com Bárbara Ferreira alcançou a nona colocação na etapa de Campo Grande, décima terceira posição na etapa de Uberlândia ao lado de Izabel Santos, juntas ainda conquistaram o título na etapa de Brasília. Ao lado de Carol Horta disputou as etapas de Curitiba e São José quando finalizaram no décimo terceiro lugar. Formou dupla com Carla Lira na edição do Superpraia de 2017 realizado em Niterói e alcançaram o décimo terceiro posto na edição e representou a cidade de São Bernardo na edição dos Jogos Regionais de 2017 sediados nessa cidade e jogando com Amanda Maltez sagrou-se campeã. Novo retorno as quadras na temporada 2017-18, novamente ao Fluminense FC e disputou a Superliga Brasileira A 2017-18 alcançando o sexto lugar.

## Títulos e resultados
- Etapa de Brasília do Circuito Brasileiro de Vôlei de Praia:2016-17[64]
- Etapa de Campinas do Circuito Brasileiro de Vôlei de Praia- Nacional:2014-15[49]
- Etapa de João Pessoa do Circuito Brasileiro de Vôlei de Praia- Nacional:2014-15[48]
- Etapa de São José do Circuito Brasileiro de Vôlei de Praia- Nacional:2014-15[45]
- Etapa de Rondonópolis do Circuito Brasileiro de Voleibol de Praia - Challenger:2014[36]
- Etapa de Campo Grande do Circuito Brasileiro de Voleibol de Praia - Challenger:2016[57]
- Etapa de Rio de Janeiro do Circuito Brasileiro de Vôlei de Praia Sub-23:2014[40]
- Etapa de Brasília do Circuito Brasileiro de Vôlei de Praia Sub-23:2014[41]
- Jogos Regionais de São Paulo:2015[51] e 2017[65]
- Superliga Brasileira A:2008-09[11] e 2010-11[27]
- Superliga Brasileira A:2011-12[32]
- Copa Brasil:2008[10]
- Campeonato Carioca:2008[9] e 2010[25]
- Campeonato Carioca:2015[53]
- Campeonato Mineiro:2011[30]
- Campeonato Brasileiro de Seleções Infantojuvenil (Divisão Especial):2006[3] e 2007[3]